# Flughafen Irkutsk

i7
i11
i13
Der Flughafen Irkutsk (russisch Аэропорт Иркутск, IATA-Code: IKT, ICAO-Code: UIII) ist der internationale Flughafen der russischen Stadt Irkutsk. Er liegt ungefähr 4 km östlich des Zentrums am Stadtrand von Irkutsk.
Die Modernisierung des Inlandsterminals des Flughafens wurde am 10. April 2009 abgeschlossen. 

## Geschichte

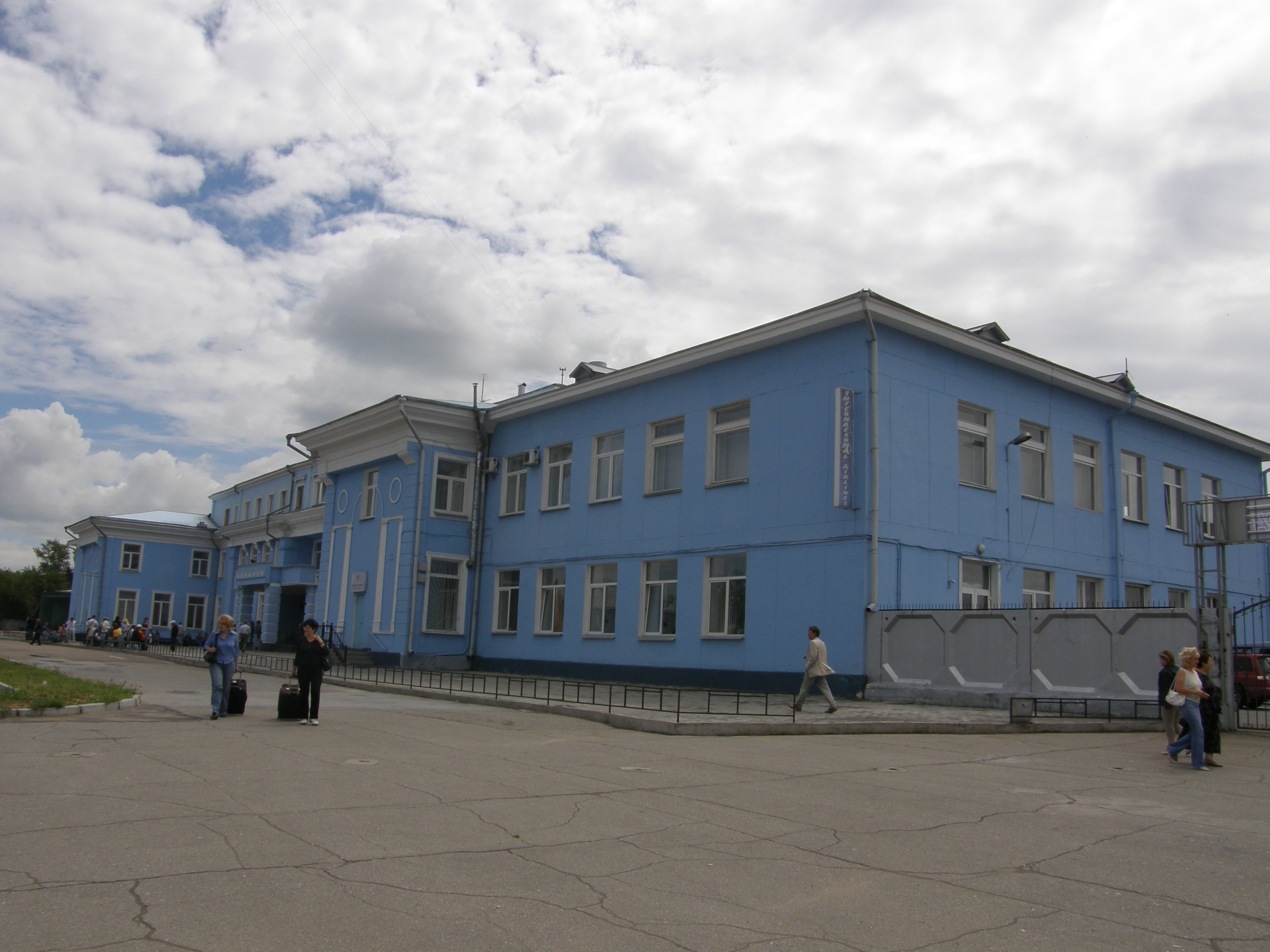
Das internationale Terminal

Die Geschichte des Flughafens begann im Juni 1925 mit der Zwischenlandung mehrerer Maschinen auf dem Weg von Moskau nach Peking. 1928 wurden die ersten Post- und Passagierflüge von Irkutsk aus aufgenommen. 1932 wurden Flüge von Moskau via Irkutsk nach Wladiwostok aufgenommen. 1954 wurde dem Flughafen der Status eines internationalen Flughafens verliehen. 1956 landete der erste Passagierjet von Typ Tu-104. Ab 1975 wurden am Flughafen Irkutsk Flugzeuge des Typs Tu-154 abgefertigt. 1992 wurden der Flughafen und die von Irkutsk aus operierende Fluggesellschaft organisatorisch getrennt. Seit 2004 ist der Flughafen für Landungen der Kategorie 1 zugelassen. 2005 wurde zwischen den Flughäfen Irkutsk, München, Ulaanbaatar und Shenyang eine Vereinbarung zur Zusammenarbeit im Transitverkehr zwischen Europa und Asien getroffen. 2007 wurden auf dem Flughafen Irkutsk mehr als 1 Mio. Passagiere abgefertigt.

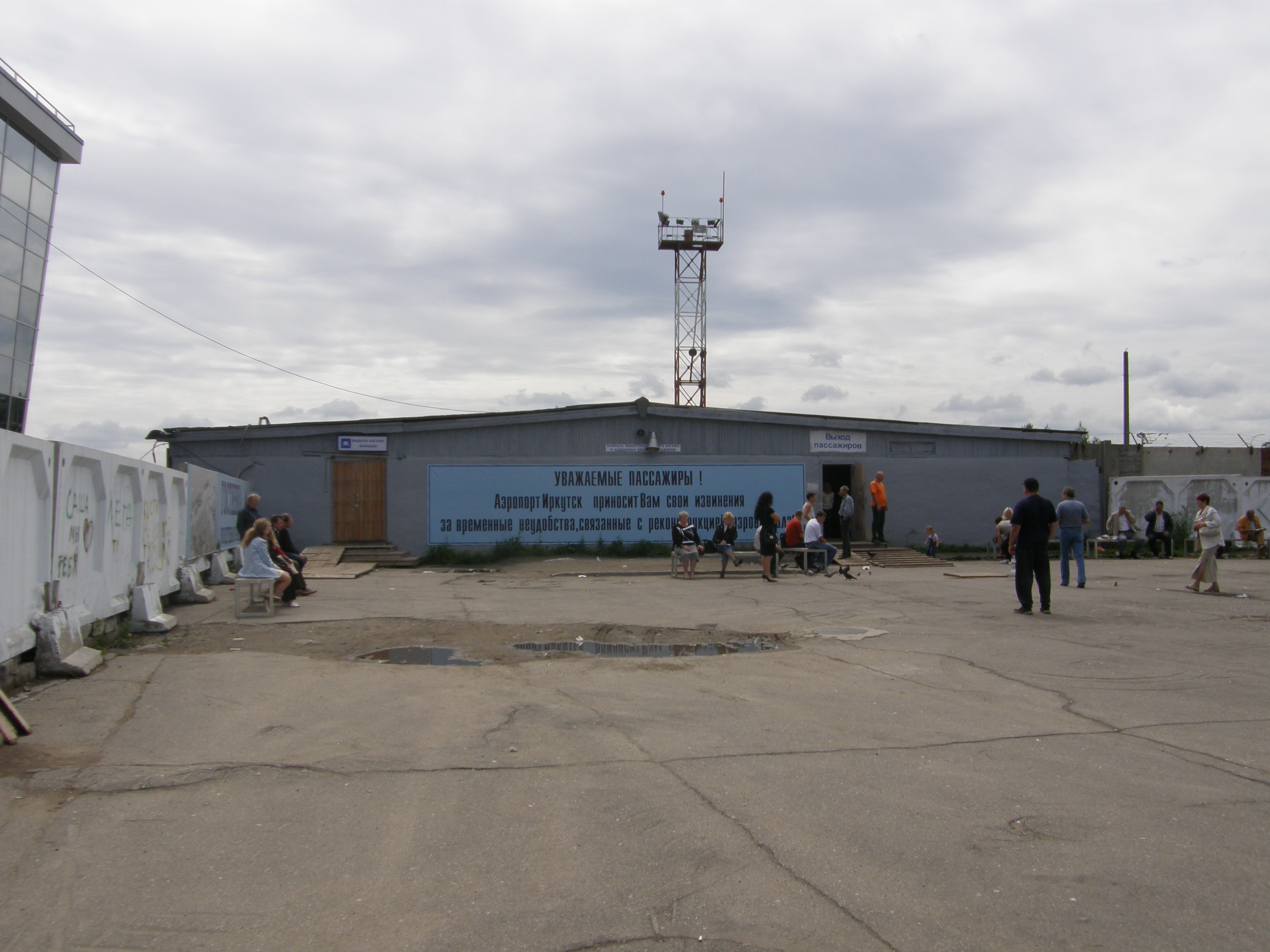
Das Behelfsterminal für Inlandsflüge

## Weitere Entwicklung
Diskutiert wird weiterhin der Bau eines neuen Flughafens 25 km nordwestlich von Irkutsk in der Nähe der Ortschaft Posnjakowo (russisch Позняково). Der Baubeginn des neuen Flughafens war für 2010 geplant und der Flughafen sollte 2015[veraltet] in Betrieb gehen. Die zuständige staatliche Behörde FGU Glawgosekspertisa (russisch ФГУ «Главгосэкспертиза») lehnt den Bau der Anlage an diesem Standort aufgrund topografischer, klimatischer (schwere Nebel) und finanzieller Bedenken bisher ab.

## Zwischenfälle
- Am 14. Oktober 1953 verunfallte beim Aeroflot-Flug 9 von Irkutsk nach Tschita eine Iljuschin Il-12P unmittelbar nach dem Start. Vier der 28 Insassen starben.[6]

- Am 3. Januar 1994 stürzte eine Tupolew Tu-154 der Baikal Air (Luftfahrzeugkennzeichen RA-85656) kurz nach dem Start vom Flughafen Irkutsk Richtung Moskau wegen Triebwerks- und Hydraulikproblemen ab, nachdem es dadurch zum Kontrollverlust gekommen war. Alle 124 Menschen an Bord und einer am Boden starben (siehe auch Baikal-Airlines-Flug 130).[7]

- Am 4. Juli 2001 verunglückte eine Tu-154 der Vladivostok Avia, Flug XF 352, beim Landeanflug. Sie stürzte ca. 30 Kilometer vom Flughafen entfernt beim dritten Landeversuch ab. Die Maschine war auf dem Weg von Jekaterinburg nach Wladiwostok und sollte zu einem planmäßigen Tankstopp zwischenlanden. Alle 145 Personen an Bord kamen ums Leben (siehe auch Vladivostok-Avia-Flug 352).[8]

- Am 9. Juli 2006 kam auf dem Flughafen Irkutsk ein in Moskau gestarteter Airbus A310-300 der S7 Airlines (F-OGYP) bei der Landung mit hoher Geschwindigkeit von der Landebahn ab, prallte gegen eine Betonwand und in ein Gebäude, wo er in Flammen aufging. Dabei wurden 125 der insgesamt 203 Insassen getötet. Auslöser waren eine schon vorher defekte Schubumkehr und ein gänzlich unkoordiniertes Vorgehen der Piloten, wodurch erneuter Vorwärtsschub des anderen Triebwerks, Wiedereinfahren der bremsenden Störklappen an den Tragflächen sowie Deaktivierung des automatischen Bremssystems bewirkt wurden (siehe auch S7-Airlines-Flug 778).[9]